# Cavalerii teutoni (film)
Cavalerii teutoni (titlul original: în poloneză Krzyżacy) este un film dramatic polonez, realizat în 1960 de regizorul Aleksander Ford, după romanul omonim a scriitorului Henryk Sienkiewicz, protagoniști fiind actorii Andrzej Szalawski, Mieczysław Kalenik, Aleksander Fogiel, Leon Niemczyk.

## Distribuție
- Andrzej Szalawski – contele Jurand de Spychow
- Mieczysław Kalenik – Zbyszko de Bogdańca
- Aleksander Fogiel – Maćko de Bogdańca
- Leon Niemczyk – Fulko de Lorche
- Grażyna Staniszewska – Danusia Jurandówna
- Urszula Modrzyńska – Jagienka Zgorzelice
- Tadeusz Kosudarski – Rotgier
- Henryk Borowski – Zygfryd de Löwe
- Mieczysław Voit – Kuno von Lichtenstein
- Włodzimierz Skoczylas – Sanderus
- Emil Karewicz – regele Władysław Jagiełło
- Tadeusz Białoszczyński – Janusz I, domnitor de Mazovia
- Stanisław Jasiukiewicz – marele maestru teuton Ulrich von Jungingen
- Józef Kostecki – Witold, mare duce al Lituaniei
- Janusz Strachocki – Konrad von Jungingen, marele maestru teuton
- Lucyna Winnicka – ducesa Anna Danuta, soția lui Janusz I
- Andrzej Konic – Skirwoiłło
- Andrzej Krasicki – Hughens
- Stanisław Winczewski - Zych de Zgorzelic
- Cezary Julski – Zawisza Czarny, cavaler
- Janusz Ziejewski – Zyndram von Maszkowice, cavaler
- Ryszard Ronczewski – Henryk von Plauen, cavaler de Świecie
- Zbigniew Skowroński – Tolima, ajutorul lui Jurand
- Mieczysław Stoor – Hlawa
- Jerzy Kozakiewicz – Cztan din Rogowa
- Michał Leśniak – Ciaruszek
- Janusz Paluszkiewicz – mareșalul regal
- Krzysztof Kowalewski – arcașul Ordinului Teuton
- Tadeusz Schmidt – Jan Žižka
- Jerzy Pichelski – Powała din Taczewa

## Literatură
- Sienkiewicz, Henryk. Cavalerii teutoni (2 volume). București, 1962: Editura pentru Literatura Universală,. p. 390; 450.